# Sint-Kwintens-Lennik
Sint-Kwintens-Lennik (fr. Lennik-Saint-Quentin) – dzielnica (deelgemeente) gminy Lennik w Belgii, w Regionie Flamandzkim, w prowincji Brabancja Flamandzka, w okręgu Halle-Vilvoorde. 1 stycznia 2020 roku liczyła 5931 mieszkańców. Do 31 grudnia 1976 samodzielna gmina.

## Demografia
Liczba mieszkańców, stan na 1 stycznia:
| Rok                | 1900 | 1930 | 1970 | 2020 |
| ------------------ | ---- | ---- | ---- | ---- |
| Liczba mieszkańców | 3015 | 3643 | 4997 | 5931 |